# Mohammed Basindawa
Mohammed Salim Basindawa (Arabisch: محمد باسندوة, Aden, 4 april 1953) is een Jemenitische politicus. Hij was van 10 december 2011 tot 9 november 2014 premier van Jemen.
Basindawa diende als minister van Buitenlandse Zaken van 1993 tot 1994. Hij was een lid van de regerende partij in Jemen maar nam ontslag en sloot zich aan bij de oppositie tegen president Ali Abdullah Saleh als onafhankelijke. In 2011 werd hij na maanden van onrust door de Jemenitische oppositie aangesteld als de eerste minister na de verdrijving van president Saleh.
Op 9 november 2014 trad Basindawa af. Khaled Bahah volgt Basindawa op.